# پوند جزایر سلیمان
پوند جزایر سلیمان یکای پول جزایر سلیمان بریتانیا بین سال‌های ۱۸۹۹ و ۱۹۶۶ بود. هر پوند به ۲۰ شیلینگ و هر کدام به ۱۲ پنی تقسیم می‌شد.